# Aeroportul Internațional Shanghai Pudong

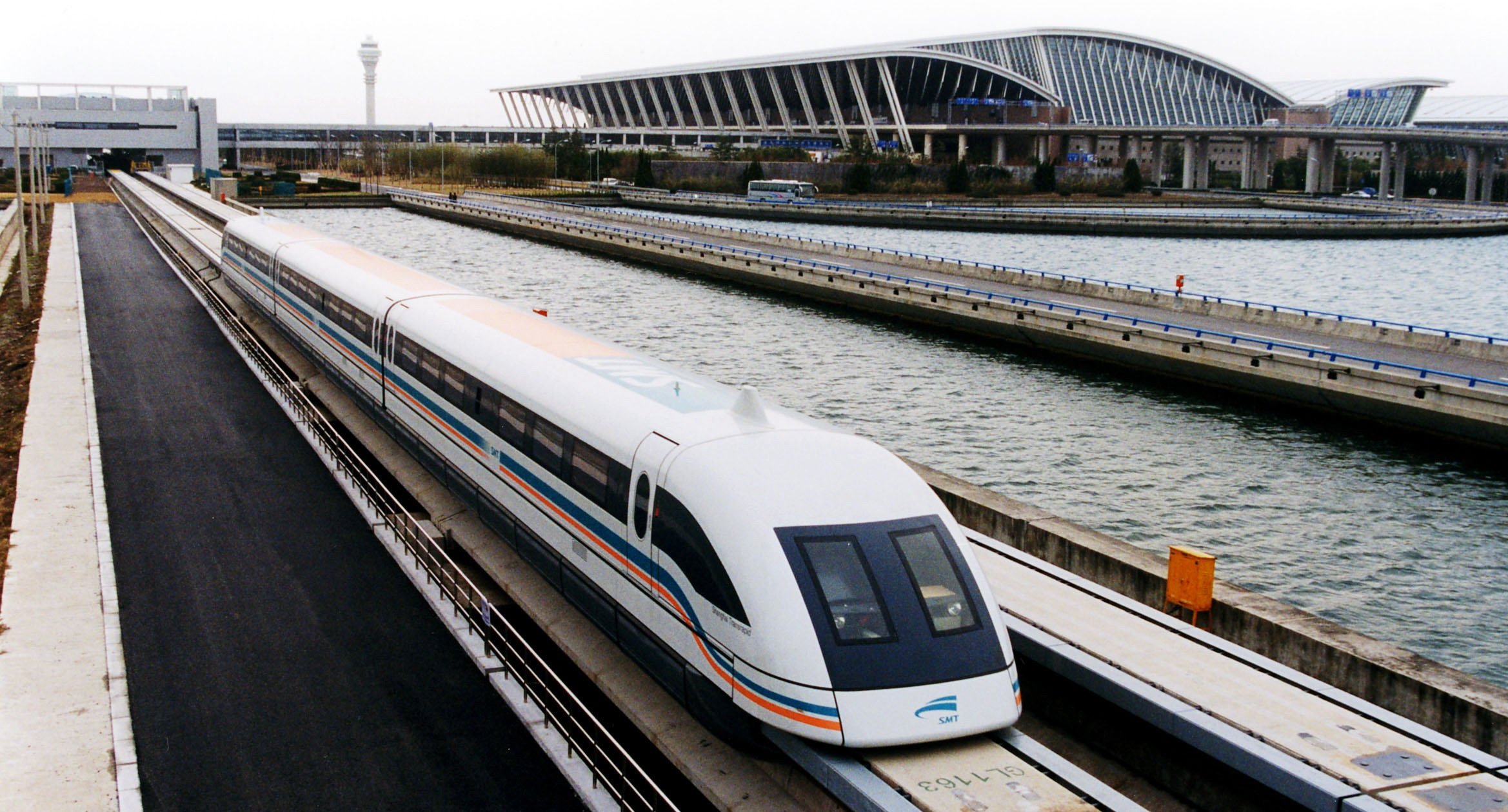
Un tren de mare viteză Transrapid cu levitație magnetică părăsește aeroportul, îndreptându-se spre oraș

Aeroportul Internațional Shanghai Pudong (Shànghăi Pǔdōng Guójì Jīcháng) este un aeroport în estul districtului Pudong din Shanghai, China. Este nodul principal pentru China Eastern Airlines.
Noul aeroport din
Shanghai (China), este situat în partea de est a raionului Pudong. Aeroportul are 2 mari terminale de pasageri, înconjurate din ambele părți cu 3 pante de zbor. După planul general e prevăzut să se construiască pînă în 2015 și un al treilea terminal pentru pasageri, terminalul satelit cu 2 pante de zbor, ceea ce va permite o creștere anuală de pasageri de la 60 ml pînă la 80 mln. În 2002 compania germană Transrapid, specializată în construcția trenurilor pe perne magnetice, a construit prima linie de transport rapid din lume, care unește aeroportul Pudong-Shanghai și stația de metro Lunianlu. Trenurile ridică o viteă de pînă la 430 km/h, traversînd distanța de 30km în 7 minute și 20 secunde. Aeroportul este deschis 24 din 24, ceea ce nu este caracteristic pentru companiile din china.
Aeroportul a devenit mișcarea strategică principală pentru China Airless și Shanghai Airless. În 2007 aeroportul a înregistrat 28.92 mln. de pasageri, ceea ce a ridicat eficiența cu 45% pentru Terminalul 1 a cărui capacitate este de 20 mln, care era singurul terminal funcțional în acea perioadă, în rezultat aeroportul a devenit al treilea aeroport din china după aglomerare. Cu toate acestea aeroportul din Pudong transportă mai mulți pasageri decît aeroportul Internațional din Beijing, ocupînd după acest parametru locul 29 în lume și locul 2 în China, astfel în 2007 atingea numărul de 17 518 790 de pasageri, cu 9 % mai mult decît în anul precedent. Chiar mai mult decît atît, Pudong are o strategie interesantă referitor la transportul de mărfuri, astfel în 2007 au fost transportate 2,5 mln. tone de marfă, ceea cel clasează pe locul 5 în lume. Traficul de mărfuri în 2007 a crescut cu 15.5%, iar după deschiderea terminalului de mărfuri în primul trimestru al anului 2008 trebuiea să crească încă cu 25%.

## Istoric
Pînă la încceputul lucrului Aeroportul Internațional din Pudong principalul aeroport din Shanghai era Aeroportul Internațional Hunțiao. În 1990 creșterea capacității aeroportului Hunțiao a devenit imposibilă, deoarece periferiile aeroportului erau înconjurate de construcțiile civile. În rezultat guvernarea și-a asumat responsabilitatea să găsească o alternativă aeroportului Hunțiao, pentru a primi tote zborurile internaționale. Astfel sa găsit o zonă potrivită în apropierea coastei Pudong, unul din raianele aflate în dezvoltare din regiunea Shanghai. Pentru construcția aeroportului sau alocat 400 mln. dolari SUA, din partea Japoniei.
Proiectul a fost realizat de arhitectul Plem Andre, astfel aeroportul a fost deschis pe 1 octombrie 1999, iar toate zborurile internaționale de la aeroportul Hunțiao, precum și zborurile regionale Beijing-Macao au fost transferate lui. Prima etapă de construcție a început în 1997 și a ocupat doi ani, rata de investiții fiinde de 1.67 mlrd. Dolari SUA. Aeroportul aflîndu-se la o distanță de 30 km de centrul orașului Shanghai, ocupa o suprafață de 40 km pătrați. La prima etapă a proiectului a fost construită o pistă de categoria 4E(4000m *60m), două piste paralele, peronul de o suprafață de 800 000 metri pătrați, 76 de parcări pentru avioane și un depozit de 50 000 metri pătrați.
A doua pistă s-a deschis pe 17 martie 2005, iar a treia pistă a fost dată în expoloatare în 2008, a patra pistă la momentul de față se află în etapa de proiectare. Al doilea terminal a fost deschis pe 26 martie 2008, iar al treilea terminal se află la etapa de proiectare. Planul general prevede construcția a trei terminale, două săli satelit și 5 piste paralele, în rezultat capacitatea de transportare trebuie să crească pînă la 100 mln. pasageri anual.
Zborurile internaționale ale aeroportului Hunțiao au repornit din octombrie 2007, zborurile fiind spre Tokio Haneda. Scopul acestui aeroport a devenit crearea confortului maximal oferind condițiile de Bussines Class. Faptul că Hunțiao, Haneda și Gimpo se află mult mai aproape de stațiile de metropoliten, decît noile aeroporturi care se află la distanțe mari ca Pudong.

## Dezvoltarea
În 2004 aeroportul servea peste 500 de zboruri pe zi, transportînd cam 21 mln. de pasageri. Aeroportul Internațional Pudong se clasifică pe locul șase după transportarea de pasageri și locul 29 după transportul de mărfuri.
Aeroportul Internațional Shanghai-Pudong suferă permanenta creștere a veniturilor și investițiilor. Se așteaptă că UPS și DHL în anii apropiați vor deschide centre pentru prelucrarea mărfurilor, iar în acest caz aeroportul Pudong va deveni primul aeroport ce va avea 2 centre speciale internaționale.
Pudong în orele de vîrf servește o mare cantitate de zboruri, de aceea apare necesitatea de formare a centrelor de deservire și pe peroane.Astfel parcările fiind toate ocupate. Soluția este construcția încă unui terminale și a unei piste de zbor. Planurile ambițioase referitor la dezvoltarea de viitor a aeroportului constau în construcția altor terminale adiționale, săli de tranziție și piste de zbor. Planurile de viitor referitor la proiectarea acestui aeroport se închee în 2015.

## Infrastructura
Aeroportul este dotat cu 28 de căi suspendate, 128 de parcări. La moment funcționează 2 piste de zbor, ce au 4000 m de categoria 4E și de 3800 m de categoria 4 F capabilă să primească Airbas A380. Iar al 3 pistă de zbor va fi de categoria 4F. 
Terminalul 1 a fost construit după proiectul aeroportului internațional Kansai, cu 28 de ieșiri.Aspectul exterior al terminalului este în formă de valuri. Capacitatea de trecere al terminalului fiind de 20 mln de pasageri anual. În terminal găsim 204 case de recepție, 13 centuri de bagaje, cu o suprafață totală de 280 000 metri pătrați. 

## Transportul
Transportul Transrapid a construit calea ferată pentru TGV-uri începînd de la aeroportul Internațional Pudong pînă la metroul Lunianlu. Linia a fost deschisă în 2002. Viteza maximă a TGV-ului e de 431 km/h și parcurge o distanță de 30 km. Nodul de transport general va fi dat în exploatare în anul 2015.

## Galerie foto

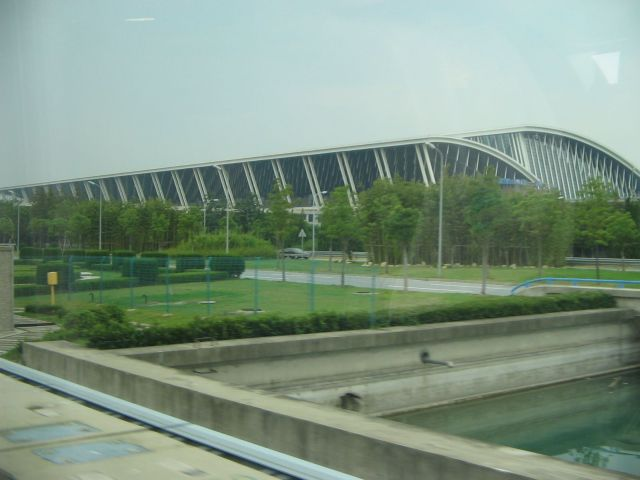
Exterior
Autostradă
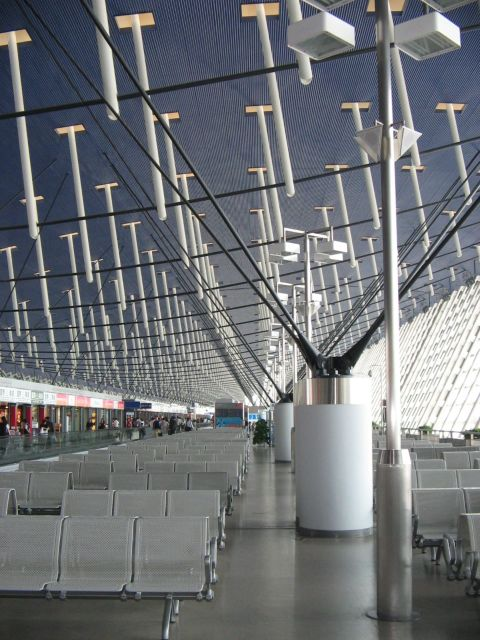
Vedere internă

## Linii aeriene
| Companie aeriene                                     | Destinații |
| ---------------------------------------------------- | --- |
| Aeroflot                                             | Moscova-Sheremetyevo |
| Aeroméxico                                           | Mexico City, Tijuana |
| Air Canada                                           | Toronto-Pearson, Vancouver |
| Air China                                            | Beijing-Capital, Chengdu, Chongqing, Frankfurt, Fukuoka, Guangzhou, Guilin, Guiyang, Hohhot, Jiuzhaigou, Lanzhou, Melbourne, Milano-Malpensa, Nagoya-Centrair, Osaka-Kansai, Paris-Charles de Gaulle, Sendai, Shenzhen, Sydney, Taipei-Taoyuan, Tokio-Narita, Wenzhou, Xi'an, Xichang, Yichang, Yinchuan |
| Air China operat de Dalian Airlines                  | Dalian |
| Air France                                           | Paris-Charles de Gaulle |
| Air India                                            | Delhi, Mumbai |
| Air Koryo                                            | Sezonier: Pyongyang |
| Air Macau                                            | Macau |
| Air Mauritius                                        | Mauritius |
| Air New Zealand                                      | Auckland |
| AirAsia X                                            | Kuala Lumpur |
| All Nippon Airways                                   | Osaka-Kansai, Tokio-Narita Sezonier: Nagoya-Centrair |
| American Airlines                                    | Chicago-O'Hare, Los Angeles |
| Asiana Airlines                                      | Busan, Seul-Incheon |
| British Airways                                      | Londra-Heathrow |
| Cathay Pacific                                       | Hong Kong |
| Cebu Pacific                                         | Kalibo, Manila |
| Chengdu Airlines                                     | Chengdu |
| China Airlines                                       | Kaohsiung, Taipei-Taoyuan |
| China Eastern Airlines                               | Bangkok-Suvarnabhumi, Beihai, Beijing-Capital, Busan, Changbaishan, Changchun, Changsha, Chengdu, Chifeng, Chongqing, Daegu, Dalian, Datong, Dazhou, Delhi, Denpasar/Bali, Dubai, Dunhuang, Frankfurt, Fukuoka, Fuzhou, Guangzhou, Guilin, Guiyang, Gwangju, Haikou, Hamburg, Handan, Hanoi, Harbin, Hefei, Hiroshima, Ho Chi Minh City, Hong Kong, Honolulu, Huai'an, Jeju, Jiayuguan, Jinan, Jiuzhaigou, Kagoshima, Komatsu, Kuala Lumpur, Kunming, Lanzhou, Lhasa, Lijiang, Linyi, Liping, Liuzhou, Londra-Heathrow, Los Angeles, Luzhou, Macau, Manila [începând cu 18 octombrie 2013, Matsuyama, Melbourne, Mohe, Moscova-Sheremetyevo, Mudanjiang, Nagasaki, Nagoya-Centrair, Naha, Nanchang, Nanchong, Nanjing, New York-JFK, Niigata, Okayama, Osaka-Kansai, Paris-Charles de Gaulle, Phnom Penh, Qingdao, Qinhuangdao, Roma-Fiumicino, San Francisco, Sanya, Sapporo-Chitose, Seul-Incheon, Shenyang, Shenzhen, Shijiazhuang, Shizuoka, Siem Reap, Singapore, Sydney, Taipei-Taoyuan, Taiyuan, Taizhou, Tianjin, Tokio-Narita, Urumqi, Vancouver, Wenzhou, Wuhan, Xiamen, Xi'an, Xingyi, Xining, Yan'an, Yanji, Yantai, Yibin, Yichun, Yinchuan, Yulin, Zhangjiajie, Zhengzhou, Zhoushan Sezonier: Cairns, Kota Kinabalu |
| China Southern Airlines                              | Changbaishan, Changchun, Dalian, Dandong, Daqing, Guangzhou, Guiyang, Haikou, Harbin, Jiamusi, Kunming, Mudanjiang, Nagoya-Centrair, Nanning, Qingdao, Qiqihar, Sanya, Seul-Incheon, Shenyang, Shenzhen, Urumqi, Taipei-Taoyuan, Wuhan, Xi'an, Xining, Zhengzhou, Zhuhai |
| China Southern Airlines operat de Chongqing Airlines | Chongqing |
| Delta Air Lines                                      | Detroit, Seattle/Tacoma, Tokio-Narita |
| Dragonair                                            | Hong Kong |
| Emirates                                             | Dubai |
| Etihad Airways                                       | Abu Dhabi |
| EVA Air                                              | Kaohsiung, Taipei-Taoyuan |
| Finnair                                              | Helsinki |
| Garuda Indonesia                                     | Jakarta-Soekarno-Hatta |
| Hainan Airlines                                      | Haikou, Lanzhou, Tianjin, Xi'an, Xining |
| Hong Kong Airlines                                   | Hong Kong |
| Hunnu Air                                            | Ulaanbaatar |
| Japan Airlines                                       | Nagoya-Centrair, Osaka-Kansai, Tokio-Narita |
| Jin Air                                              | Jeju |
| Juneyao Airlines                                     | Bangkok-Suvarnabhumi, Baotou, Beihai, Changchun, Changsha, Chiang Mai, Chongqing, Dalian, Dongying, Fuzhou, Guilin, Haikou, Hailar, Harbin, Hong Kong, Jeju, Lijiang, Macau, Phuket, Qingdao, Sanya, Shenyang, Shijiazhuang, Tianjin, Tongliao, Wuhan, Xiamen, Xi'an, Xining, Yangyang, Yichang, Yinchuan, Zhuhai |
| KLM                                                  | Amsterdam |
| Korean Air                                           | Busan, Seul-Incheon |
| Lucky Air                                            | Kunming |
| Lufthansa                                            | Frankfurt, München |
| Mahan Air                                            | Teheran-Imam Khomeini |
| Malaysia Airlines                                    | Kota Kinabalu, Kuala Lumpur |
| Mega Maldives                                        | Malé |
| PAL Express                                          | Kalibo |
| Philippine Airlines                                  | Manila |
| Qantas                                               | Sydney |
| Qatar Airways                                        | Doha |
| Royal Brunei Airlines                                | Bandar Seri Begawan |
| Scandinavian Airlines                                | Copenhaga |
| Shandong Airlines                                    | Qingdao, Yantai |
| Shanghai Airlines                                    | Bangkok-Suvarnabhumi, Busan, Changchun, Changsha, Dalian, Da Nang, Guangzhou, Guilin, Guiyang, Haikou, Harbin, Jinzhou, Mianyang, Nanning, Ordos, Osaka-Kansai, Phuket, Qinhuangdao, Sanya, Seul-Incheon, Shenyang, Taipei-Songshan, Tangshan, Tianjin, Toyama, Wanzhou, Xiamen, Xi'an, Yichang, Yuncheng, Zhangjiajie, Zhanjiang, Zhengzhou, Zhuhai |
| Shenzhen Airlines                                    | Quanzhou, Nanchang, Shenzhen |
| Sichuan Airlines                                     | Chengdu, Chongqing, Saipan |
| Singapore Airlines                                   | Singapore |
| Spring Airlines                                      | Bangkok-Suvarnabhumi, Beijing-Capital, Changbaishan, Changchun, Chongqing, Dalian, Guilin, Guiyang, Harbin, Hong Kong, Ibaraki, Jeju, Kota Kinabalu, Kunming, Lanzhou, Macau, Manzhouli, Mianyang, Nanning, Phuket, Qingdao, Saga, Sanya, Shenyang, Siem Reap, Takamatsu, Tianjin, Xiamen, Xi'an, Zhangjiajie, Zhuhai |
| SriLankan Airlines                                   | Bangkok-Suvarnabhumi, Colombo, Hambantota |
| Swiss International Air Lines                        | Zürich |
| Thai Airways International                           | Bangkok-Suvarnabhumi |
| Tianjin Airlines                                     | Weifang |
| Tigerair Philippines                                 | Kalibo |
| Transasia Airways                                    | Taichung, Taipei-Songshan, Taipei-Taoyuan |
| Turkish Airlines                                     | Istanbul-Atatürk |
| United Airlines                                      | Chicago-O'Hare, Los Angeles, Newark, San Francisco |
| Vietnam Airlines                                     | Hanoi, Ho Chi Minh City |
| Virgin Atlantic Airways                              | Londra-Heathrow |
| Zest Airways                                         | Kalibo [până la 31 august 2013], Manila |